# Tommy Karevik
Tommy Karevik (ur. 1 listopada 1981 w Sztokholmie) – szwedzki wokalista związany z zespołami Seventh Wonder i Kamelot.

## Dyskografia
- Seventh Wonder – Waiting in the Wings (2006)[4]
- Seventh Wonder – Mercy Falls (2008)[5]
- Pellek – My Demons (EP, 2010, gościnnie)[6]
- Seventh Wonder – The Great Escape (2010)[7]
- Pellek – Bag of Tricks (2012, gościnnie)[8]
- Kamelot – Silverthorn (2012)[9]
- Ayreon – The Theory of Everything (2013, gościnnie)[10]
- Kamelot – Haven (2015)
- Seventh Wonder – Welcome to Atlanta Live 2014 (2016)
- Ayreon – The Source (2017, gościnnie)[11]
- Kamelot – The Shadow Theory (2018)[12]
- Seventh Wonder – Tiara (2018)[12]
- Seventh Wonder – Acoustic (EP) (2019)[12]
- Kamelot – I Am the Empire – Live from the 013 (2020)[12]
- Ayreon – Transitus (2020, gościnnie)[13]